# Wilhelm Nikolaus Freudentheil
Wilhelm Nikolaus Freudentheil, auch Wilhelm Nicolaus Freudentheil (* 5. Juni 1771 in Stade; † 7. März 1853 in Hamburg) war ein deutscher Pädagoge, evangelisch-lutherischer Geistlicher und Autor.

## Leben
Wilhelm Nikolaus Freudentheil wurde in Stade geboren als ältestes von zehn Kindern des Kaufmanns und Lotterieunternehmers Gottlieb Christoph Freudentheil (1741–1813, ursprünglich Hartig Igel Hertz), der als erster Jude nach Stade gekommen war und den Namen Freudentheil 1769 bei seiner Konversion zum Christentum angenommen hatte. Die Mutter war Anna Elisabeth Kühnemund (1749–1812), Tochter eines Stader Freihökers. Der Advokat und Abgeordnete Gottlieb Wilhelm Freudentheil war sein jüngster Bruder. Ab Ostern 1778 besuchte er das Athenaeum Stade, 1786 wechselte er an die Gelehrtenschule des Johanneums in Hamburg. Am 28. April 1789 immatrikulierte er sich an der Universität Göttingen zum Studium der Evangelischen Theologie. Zwei seiner Preisarbeiten gewannen jeweils ein accessit (2. Preis). Nach Abschluss seiner Studien wurde er 1792 Lehrer an der privaten Lehranstalt des Pastors Christian Rudolf Karl Wichmann (1744–1800) in Celle.
Am 3. Oktober 1796 wurde er als Subrektor an das Athenaeum Stade berufen. Hier wurde er 1805 Konrektor und 1809 Rektor sowie interimistischer Garnisonsprediger. Als Stade im Herbst 1813 in die Frontlinie der Befreiungskriege geriet und durch russische Truppen beschossen wurde, musste er seine Dienstwohnung am Gymnasium verlassen.
1814 wurde er zum Pastor der Bartholomäus-Kirche in Mittelnkirchen im Alten Land berufen. Zwei Jahre darauf, am 7. April 1816, folgte seine Wahl zum Diaconus an der Hamburger Hauptkirche St. Nikolai. Später rückte er zum Archidiaconus (2. Pastor nach dem Hauptpastor) auf. Am 21. Juni 1828 wurde er zusätzlich Pastor am Hospital zum Heiligen Geist und am Gasthaus, einer städtischen Fürsorgeeinrichtung. 1841 konnte Freudentheil sein 25-jähriges Dienstjubiläum in Hamburg feiern. Aus diesem Anlass verlieh ihm am 21. Juni 1841 die Theologische Fakultät der Universität Göttingen ihre Ehrendoktorwürde. Beim Hamburger Brand 1842 verlor er seine Wirkungsstätte St. Nikolai, seine Wohnung und seine umfangreichen Bibliothek. 1846 konnte er sein 50-jähriges Ordinationsjubiläum feiern.
Freudentheil war ein sehr produktiver Dichter. Seine ersten Gedichte erschienen im Göttinger Musenalmanach. 1814 verfasste er das patriotische Gedicht Hamburgs Nacht und Morgenröthe, das ihn in Hamburg recht bekannt machte. Seit seiner Berufung dorthin 1816 „ist er nun in Hamburg bei jeder frohen und traurigen Begebenheit Gelegenheitsdichter im edelsten Sinne des Wortes gewesen“. 1822/23 lieferte er die Texte für die Festkantaten zur Feier der Amtsjubiläen von Heinrich Julius Willerding und Rudolph Gerhard Behrmann. Er dichtete die Kantaten zur Einweihung des Johanneums am Speersort 1840, die von Friedrich Wilhelm Grund komponiert wurde, und zu dessen Wiedereinweihung nach dem Brand 1843, ebenso wie der Neuen Börse 1841. Noch im September 1851 schuf er für den in Hamburg versammelten Gustav-Adolph-Verein ein Lied, das am Festtag von der Versammlung gesungen wurde.
Von 1832 bis 1842 war er Mitglied in der Gesangbuchkommission des Hamburgischen Geistlichen Ministeriums. Im von ihr vorgelegten Hamburger Gesangbuch von 1843 fanden sich 17 Dichtungen von Freudentheil. Davon wurde Der Vater kennt dich, kenn auch ihn auch in das Württembergische Gesangbuch aufgenommen. Keine davon ist heute noch in Gesangbüchern vertreten.
Seit dem 6. November 1800 war er verheiratet mit Anna Catharina, geb. Lülmann, der Tochter des Pastors in Hollern.

## Werke
Ein umfangreiches, wohl vollständiges Werkverzeichnis findet sich im Lexikon der hamburgischen Schriftsteller.
- Gedichte. Hannover 1803

Digitalisat, Bayerische Staatsbibliothek
- Siona: Darstellungen das Alte Testament betreffend. Hamburg: Hoffmann 1809, 2. Auflage 1820

Digitalisat der 1. Auflage
- Eustach von Saint Pierre oder Triumph der Bürgertreue: ein dramatisches Gedicht in 5 Aufzügen. Oldenburg: Schulze 1811
- Gedichte. Hamburg: Campe 1831
- Cantate bei der Einweihung der neuen hamburgischen Gymnasial-, Schul- u. Bibliothek-Gebäude am 5. und 7. Mai 1840. [Hamburg]: Meißner 1840

Digitalisat, Staats- und Universitätsbibliothek Hamburg
- Das Ende der Kirche St. Nicolai: ein Scherflein zu ihrem Wiederaufbau. Hamburg: Meißner 1842

Digitalisat, Staats- und Universitätsbibliothek Hamburg
- (posthum) Johannes Geffcken (Hrsg.): Wilhelm Nicolaus Freudentheil's, weil. Dr. der Theologie und Archidiaconus zu St. Nicolai, Gedichte. Letzte, zum Besten des St. Nicolai-Kirchenbaues veranstaltete Sammlung mit einer biographischen Einleitung. Hamburg: Meißner 1854

Digitalisat